# Pure & Simple (album)
Album Pure & Simple  je bil izdan 19. avgusta 2016. Gre za 43. album country pevke Dolly Parton. Izdala ga je založba Dolly Records in RCA Nashville.

## Seznam pesmi
| Št.             | Naslov                             | Dolžina |
| --------------- | ---------------------------------- | ------- |
| 1.              | „Pure & Simple‟                    | 2:44    |
| 2.              | „Say Forever You'll Be Mine‟       | 2:49    |
| 3.              | „Never Not Love You‟               | 3:36    |
| 4.              | „Kiss It (And Make It All Better)‟ | 3:48    |
| 5.              | „Can't Be That Wrong‟              | 3:56    |
| 6.              | „Outside Your Door‟                | 3:03    |
| 7.              | „Tomorrow Is Forever‟              | 3:10    |
| 8.              | „I'm Sixteen‟                      | 3:34    |
| 9.              | „Head Over High Heels‟             | 2:50    |
| 10.             | „Forever Love‟                     | 3:30    |
| Skupna dolžina: | Skupna dolžina:                    | 33:00   |